# Arco de Dewey
El Arco de Dewey fue un arco de triunfo que estuvo en pie desde 1899 hasta 1900 en Madison Square en Manhattan, Nueva York (Estados Unidos). Fue erigido para un desfile en honor del almirante George Dewey celebrando su victoria en la batalla de Cavite en Filipinas en 1898.

## Historia
La planificación del desfile, prevista para septiembre de 1899, comenzó en la primavera de ese año. El arquitecto Charles R. Lamb construyó el soporte para un arco triunfal, que fue elegido entre otras propuestas de sus compañeros de la Sociedad Nacional de Escultura. Un comité de miembros de la sociedad, incluidos Lamb, Karl Bitter, Frederick W. Ruckstull, John Quincy Adams Ward y John De Witt Warner, presentó una propuesta para un arco, que las autoridades aprobaron en 1899.
Cuando quedaban solo dos meses antes del desfile, el comité decidió construir el arco y su columnata con un material a base de yeso que se usó anteriormente para edificios temporales en varias ferias mundiales. Siguiendo el modelo del Arco de Tito en Roma, el Arco Dewey estaba decorado con las obras de veintiocho escultores y rematado por una gran cuadriga (modelada por Ward) con los caballos tirando de un barco. El arco se iluminaba por la noche con bombillas eléctricas.
Tras el desfile del 30 de septiembre de 1899, el arco sufrió un acelerado proceso de deterioro. Un intento de recaudar dinero para reconstruirlo en piedra (como se había hecho para el arco en Washington Square Park) fracasó debido a la creciente impopularidad de la guerra de Filipinas. El arco fue demolido en 1900, y las esculturas más grandes se enviaron a Charleston para una exhibición, después de lo cual fueron destruidas o perdidas.